# Progetto Ozma
Il progetto Ozma è stato un esperimento condotto nel 1960 nell'ambito del progetto SETI, volto alla ricerca di segnali radio artificiali provenienti da pianeti extrasolari, proposto e diretto dall'astronomo Frank Drake.
Prese il nome dalla principessa Ozma, personaggio del romanzo Il meraviglioso mago di Oz.
L'esperimento fu condotto tramite un radiotelescopio di 26 metri di diametro posto a Green Bank in Virginia Occidentale. Furono esaminate le stelle Tau Ceti ed Epsilon Eridani, entrambe simili al Sole e poste (su scala interstellare) nelle sue vicinanze. Dopo quattro mesi di osservazioni, non vennero captati segnali chiaramente interpretabili come artificiali, e le ricerche furono sospese.
Un secondo esperimento, chiamato  Ozma II, fu condotto dal 1973 al 1976, tramite lo stesso radiotelescopio, dagli astronomi Benjamin Zuckerman e Patrick Palmer, monitorando 650 stelle nelle vicinanze del Sole, ma anch'esso non produsse risultati.